# Walter Brugiolo
Walter Brugiolo, anche nella grafia Valter Brugiolo (Galliera, 6 giugno 1961 – Bologna, 30 settembre 2024), è stato un attore e cantante italiano.

## Biografia
Nacque a San Venanzio, frazione di Galliera, in provincia di Bologna, il 6 giugno 1961. Walter Brugiolo divenne noto soprattutto per aver partecipato, all'età di 6 anni, allo Zecchino d'Oro del 1967, in cui fu il bambino interprete di Popoff, la canzone vincitrice di quell'edizione. Divenuto un personaggio popolare, partecipò come protagonista in diverse pubblicità di Carosello. Entrò quindi per alcuni anni, tra il 1967 e il 1970, come cantante e attore bambino anche nel circuito dei musicarelli accanto a cantanti famosi come Al Bano e Romina Power, Little Tony, e Mario Tessuto.
Nel 1980 presta servizio militare presso il 225º Reggimento fanteria "Arezzo" in qualità di caporale istruttore.
Nel 2008 partecipò nuovamente allo Zecchino d'Oro, in veste di ospite, cantando Il tortellino insieme a Massimo Bartolucci. Nel cinquantunesimo Zecchino d'Oro, infatti, ogni concorrente interpretava la propria canzone anche con un ospite.
Alle elezioni politiche del 2008 si candidò in Emilia-Romagna nelle liste dell'Unione di Centro per la Camera dei deputati.
Dopo aver lavorato per 27 anni come responsabile dei sistemi informativi ed energetici di una grande cooperativa di costruzioni di Bologna, fu direttore dal 2011 di una scuola elementare fondata con la moglie e altri genitori, dedicata a Mariele Ventre.
Nel 2014 venne ospitato nuovamente allo Zecchino d'Oro, partecipando con la moglie alla prima puntata.
Malato da tempo, Brugiolo è morto il 30 settembre 2024 al Policlinico Sant'Orsola di Bologna all'età di 63 anni.

## Filmografia
- Zum Zum Zum - La canzone che mi passa per la testa, regia di Bruno Corbucci e Sergio Corbucci (1968)
- Lisa dagli occhi blu, regia di Bruno Corbucci (1969)
- Il suo nome è Donna Rosa, regia di Ettore Maria Fizzarotti (1969)
- Zum Zum Zum nº 2 o Sarà capitato anche a voi, regia di Bruno Corbucci (1969)
- Mezzanotte d'amore, regia di Ettore Maria Fizzarotti (1970)

## Discografia

### Singoli
- 1967 – La canzone della Luna/Popoff (split con Donatella Villa e Alessandra Cavedon)
- 1974 – Popoff/Per un ditino nel telefono (split con Cinzia Basenghi e Andrea Sirotti)